# Gunka

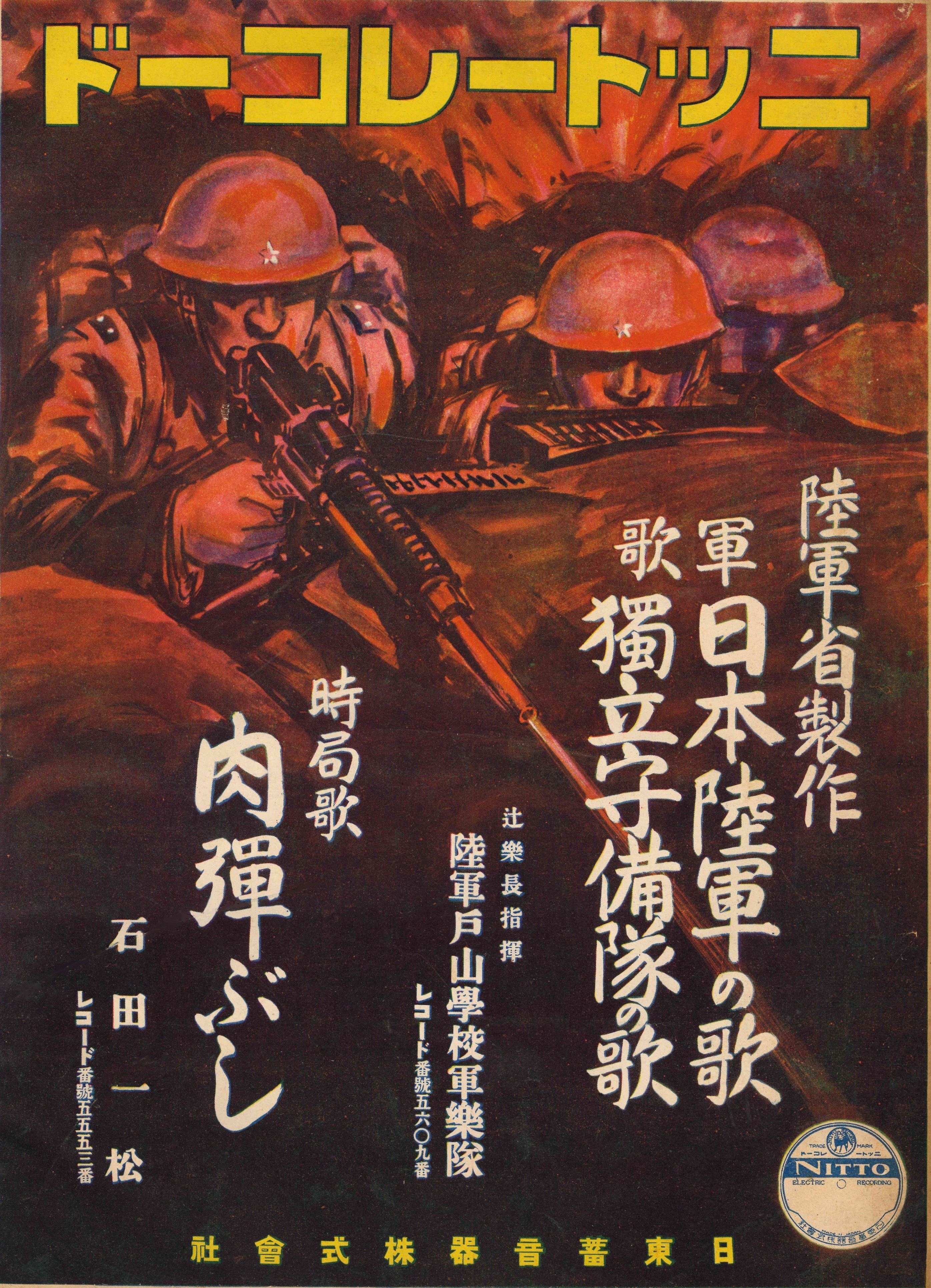
Anuncio de un disco de canciones militares publicado en la contraportada de la revista Sunday Mainichi el 27 de marzo de 1930

Gunka (en japonés: 軍歌, lit. 'canción militar') es el término japonés para la música militar. Aunque se usa de manera estándar en Japón, se aplica tanto a canciones japonesas como extranjeras y normalmente se refiere a las canciones militares producidas en el Imperio del Japón entre aproximadamente 1877 y 1943.

## Historia

### Restauración Meiji
Durante el período de la Restauración Meiji, compositores y maestros occidentales enseñaron a los japoneses a escribir y hacer música según la tradición clásica occidental. Las marchas militares se adoptaron en Japón como parte de una tendencia de integración de las costumbres occidentales a la cultura japonesa. Gunka fue una de las principales formas musicales de influencia occidental que surgieron en este período y se utilizaron para fomentar el patriotismo en la era posterior a la restauración.

### Imperio del Japón
En 1871, Japón fundó la banda del Ejército y la Marina Imperial Japoneses. A finales del siglo XIX, los directores japoneses japonizaron el repertorio de la banda. En el período de expansión imperialista de Japón en Asia y el Pacífico, el gunka se utilizaba para glorificar a cualquiera que «luchara» en el frente interno. Los gunka japoneses fueron diseñados conscientemente para generar lealtad y cálidos sentimientos hacia la patria.
En 1921, un acuerdo de desarme firmado en la Conferencia de Washington de 1921 obligó a Japón a reducir su ejército durante la Era Taishō (1912-1926) y los primeros años de Shōwa, lo que incluyó la suspensión de cinco de las seis bandas del ejército. Como la Armada japonesa no se vio afectada por el acuerdo, las bandas de la Armada permanecieron sin problemas. En este período de paz, el tema principal de los gunkas era la importancia de trabajar duro, como sucedió con las canciones «Deberes del acorazado» (Kansen Kinmu, de Setouguchi Tōkichi) y «Lunes, lunes, martes, miércoles, jueves, viernes y viernes» (Getsu Getsu Ka Sui Moku Kin Kin, de Egucho Yoshi).
Hasta la rendición de Japón en 1945, se enseñaba gunka en las escuelas tanto del propio Japón como del Imperio en general. Algunas canciones gunka derivaban de canciones infantiles llamadas shōka. En 1893, el educador japonés Isawa Shūji publicó la canción de escuela pública shōka «Venid, soldados, venid (Kitare ya Kitare). Esta canción se convirtió en la melodía de las marchas militares, llamadas «Defensa del Imperio» (Teikoku no Mamori). Otro gunka derivado de un shōka fue Camarada de guerra, lanzado en 1905 que aún sigue siendo popular. La canción habla sobre la lealtad y la amistad y aboga por ayudar a un compañero soldado en la batalla, lo que iba en contra del código militar japonés. Por esa razón, la canción fue prohibida durante la Guerra de Asia y el Pacífico. Las canciones shōka El teniente Hirose (Hirose Chūsa, 1912) y La reunión en Suishiying (Suishiei no Kaiken, 1906) son otros ejemplos de canciones de escuelas públicas que pasaron a formar parte del repertorio gunka.

### Posguerra
Durante la ocupación aliada, la interpretación de gunkas estaba prohibida. Sin embargo, la prohibición se levantó con la firma del Tratado de San Francisco de 1952 y las gunkas experimentaron un leve «auge» a finales de la década de 1960 y a principios de la década de 1970 habían recuperado popularidad en Micronesia bajo control japonés y en partes del sudeste asiático.
Las gunka eran comunes en los salones de pachinko y todavía se tocan habitualmente en bares de karaoke y puertas de santuarios.

## Características
Los instrumentos de la tradición musical occidental son comunes en las canciones Gunka, como la trompeta, el trombón, la tuba, los timbales, los platillos, el glockenspiel, la caja e instrumentos de viento de madera como el clarinete, la flauta y el flautín.
Debido a su origen en las marchas militares, el gunka tiene un compás de cuatro por cuatro. El motivo rítmico más común es un tema musical de seis negras y un par de tresillos. Las marchas gunka están compuestas en un tono mayor.
Luchar en el campo de batalla, enviar a un hijo a la guerra y esperar el regreso de un padre eran temas recurrentes en las canciones de guerra japonesas.

Casi todas las primeras canciones de guerra eran epopeyas, en las que se describía el estado de guerra en una forma narrativa concreta. Sin embargo, con el paso del tiempo, los motivos presentes en las canciones de guerra se redujeron casi exclusivamente a la intensificación de la hostilidad y la moral... sobre la base del hecho de que la única unidad de tiempo de grabación era de tres minutos..
Gunka to Nipponjin, citado en Sugita 

## Véanse también
- Shōka
- Sen'yū